# Solpuga butleri
Espèce
Solpuga butleri est une espèce de solifuges de la famille des Solpugidae.

## Distribution
Cette espèce se rencontre au Congo-Kinshasa et au Congo-Brazzaville.

## Description
La femelle holotype mesure 54 mm.

## Publication originale
- Pocock, 1895 : Notes on some of the Solifugae contained in the collection of the British Museum, with descriptions of new species. Annals and Magazine of Natural History, sér. 6, vol. 16, p. 74–98 (texte intégral).